# Tegaserode
Tegaserode é um fármaco agonista parcial dos receptores 5-HT4 da serotonina. Tem como principais funções agir contra os efeitos da constipação intestinal crônica e síndrome do cólon irritável.